# 고시오카촌
고시오카촌(越岡村)은 니가타현 기타칸바라군에 설치되었던 촌이다. 현재의 니가타시에 해당한다.